# Неверово 1-е
Неверово 1-е — упразднённая деревня в Антроповском районе Костромской области России.

## География
Урочище находится в центральной части Костромской области, в подзоне южной тайги, на левом берегу реки Порги, на расстоянии приблизительно 24 километров (по прямой) к югу от посёлка Антропово, административного центра района. Абсолютная высота — 149 метров над уровнем моря.

### Климат
Климат характеризуется как умеренно континентальный, с продолжительной холодной многоснежной зимой и коротким сравнительно тёплым летом. Среднегодовая температура воздуха — 2,5 °C. Средняя температура воздуха самого холодного месяца (января) — −12,6 °C (абсолютный минимум — −38 °C); самого тёплого месяца (июля) — 18,2 °C (абсолютный максимум — 36 °С). Годовое количество атмосферных осадков — 500—550 мм, из которых большая часть выпадает в тёплый период.

## История
В «Списке населенных мест Костромской губернии по сведениям 1870-72 годов» населённый пункт упомянут как деревня Галичского уезда, расположенная при речке Порге, в 47 верстах от уездного города. В Неверове числилось 8 дворов и проживало 49 человек (23 мужчины и 26 женщин).
В 1907 году в деревне, относящейся к Пречистенской волости, имелось 27 дворов и проживало 180 человек.
Упразднена не позднее 1981 года.